# Matthias Corr
Matthias Corr (* 6. April 1880 in Aachen; † 1962 ebenda) war ein deutscher Bildhauer. Er fand seine letzte Ruhestätte auf dem Aachener Ostfriedhof.
Corr war ein Schüler von Richard Müller (1874–1954) an der Dresdner Kunstakademie.

## Werke (Auswahl)

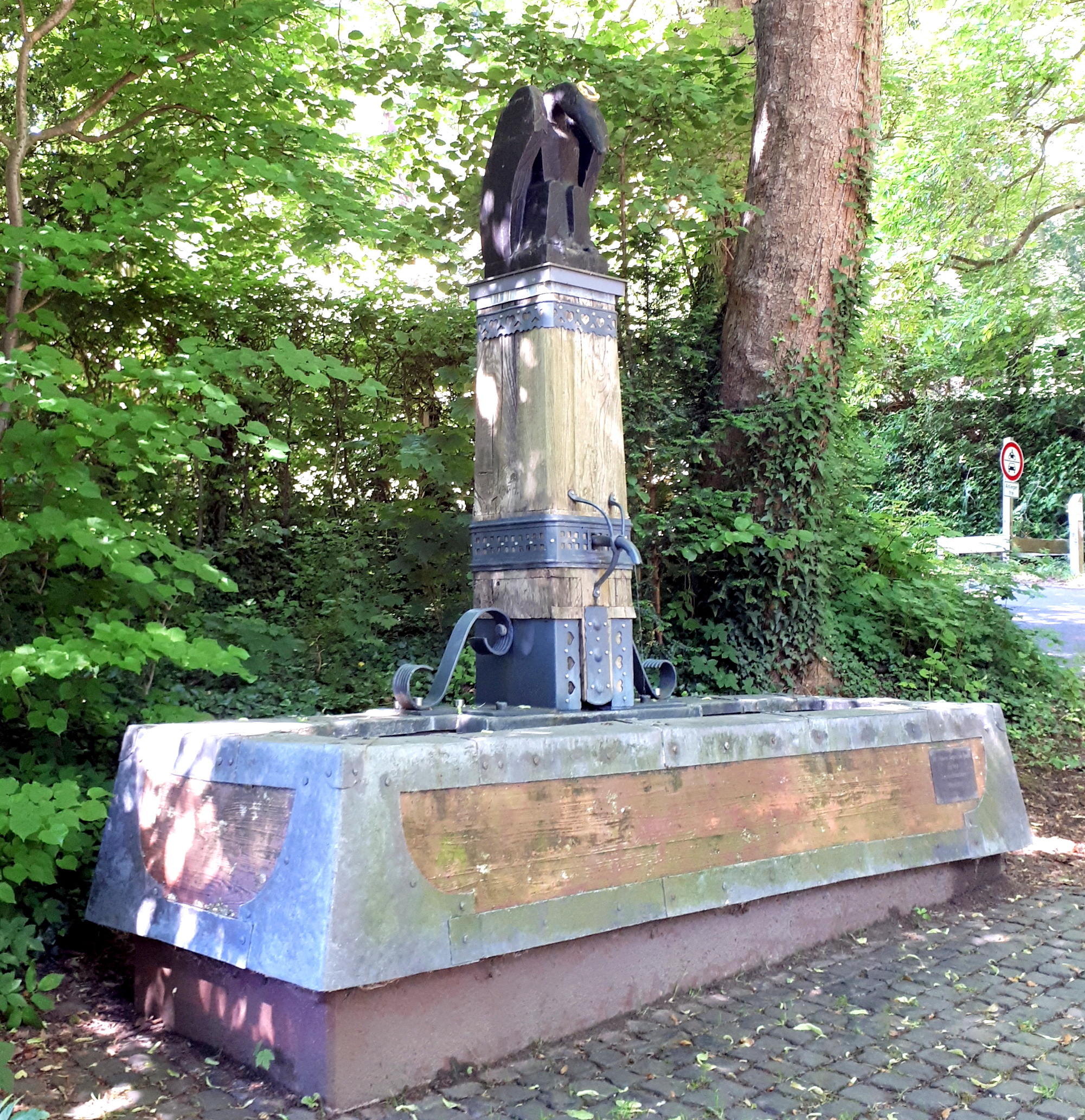
Rabenbrunnen, Aachen
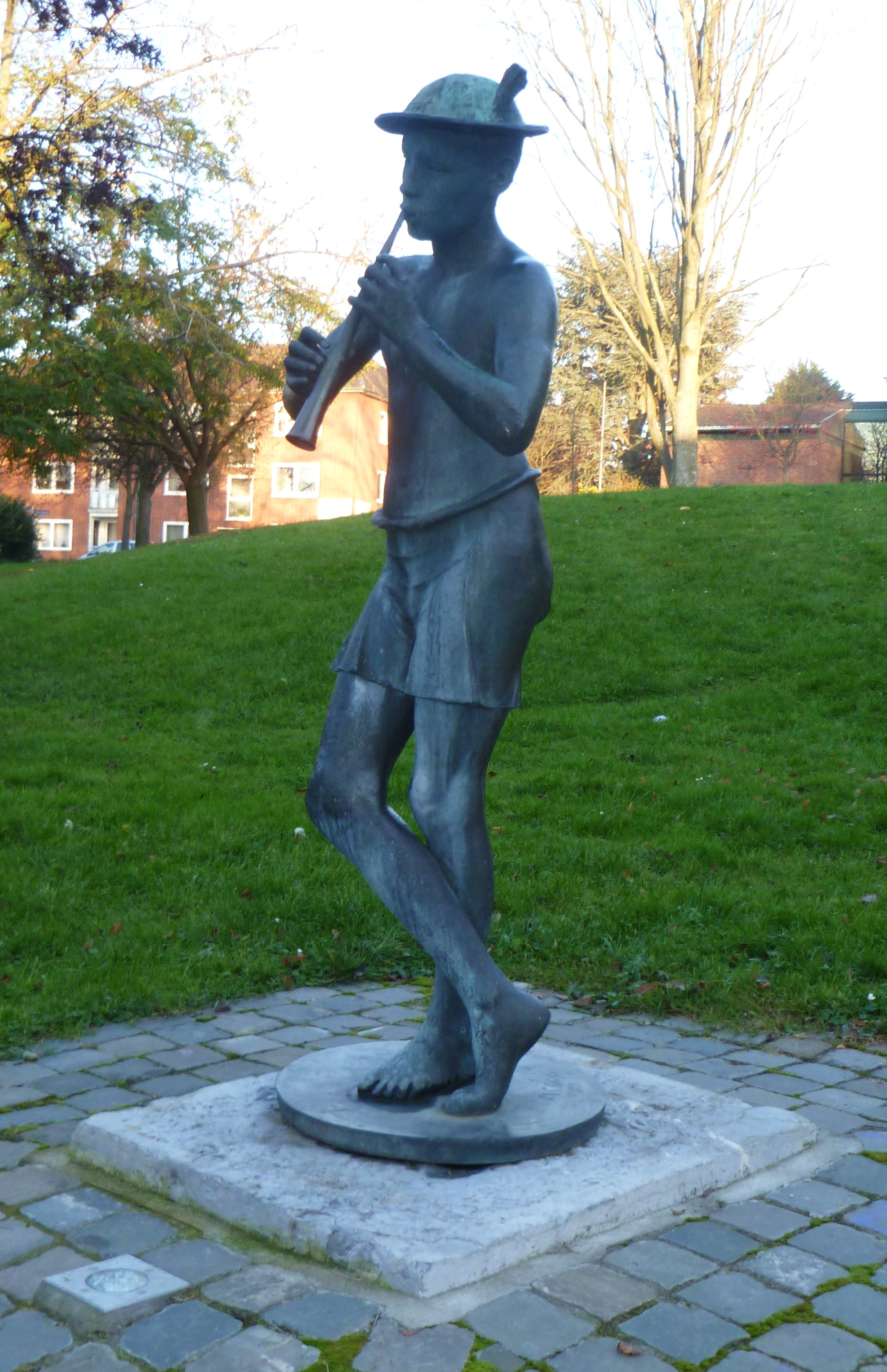
Flötenspieler, Eilendorf

- Grabdenkmal Familie Huberty, Alter Katholischer Friedhof Dresden, Feld W. Wandgrab an der Friedhofsmauer im Stil des Art déco, um 1925.
- Relief Kreuztragender Christus über dem Portal der Kapelle des Alten Katholischen Friedhofs Dresden
- Flötenspieler, Bronzefigur, entstanden 1920er Jahre. Die Figur wurde mehrfach gegossen. Ein Exemplar stand 1926 während der Dresdner Jubiläums-Gartenbau-Ausstellung in dem damals vieldiskutierten und -publizierten Ausstellungsgarten (dem sogenannten „Kommenden Garten“) des bedeutenden Berliner Gartenarchitekten Gustav Allinger, der die Dresdner Ausstellung konzipiert und geleitet hatte. Dieses Exemplar (oder ein weiterer Guss) stand auch auf dem Gelände der Deutschen Gartenbau- und Schlesischen Gewerbe-Ausstellung (GUGALI) in Liegnitz 1927. Heutige Standorte: Seit 2010 in Eilendorf (davor von 1956 bis 2008 im Elisengarten in Aachen),[1] Park von Gut Schwaighof bei Augsburg (seit Ende der 1920er Jahre; wahrscheinlich das Exemplar der Dresdner Ausstellung).
- Kriegerdenkmal in St. Vith, Belgien, eingeweiht am 21. Oktober 1934, zerstört im Dezember 1944 bei einem Bombenangriff.
- Ton-Kreuzweg in Langerwehe bei Aachen, 1938. Gebrannt durch die Töpferei Jakob Kuckertz am Ulhaus[2]. Im Zweiten Weltkrieg stark beschädigt, heute nicht erhalten.
- Rabenbrunnen bei Alt-Linzenshäuschen in Aachen, 1956. Restaurierung der mittelalterlichen Pferdetränke und Neugestaltung der Rabenskulptur